# Japanese Air Force One

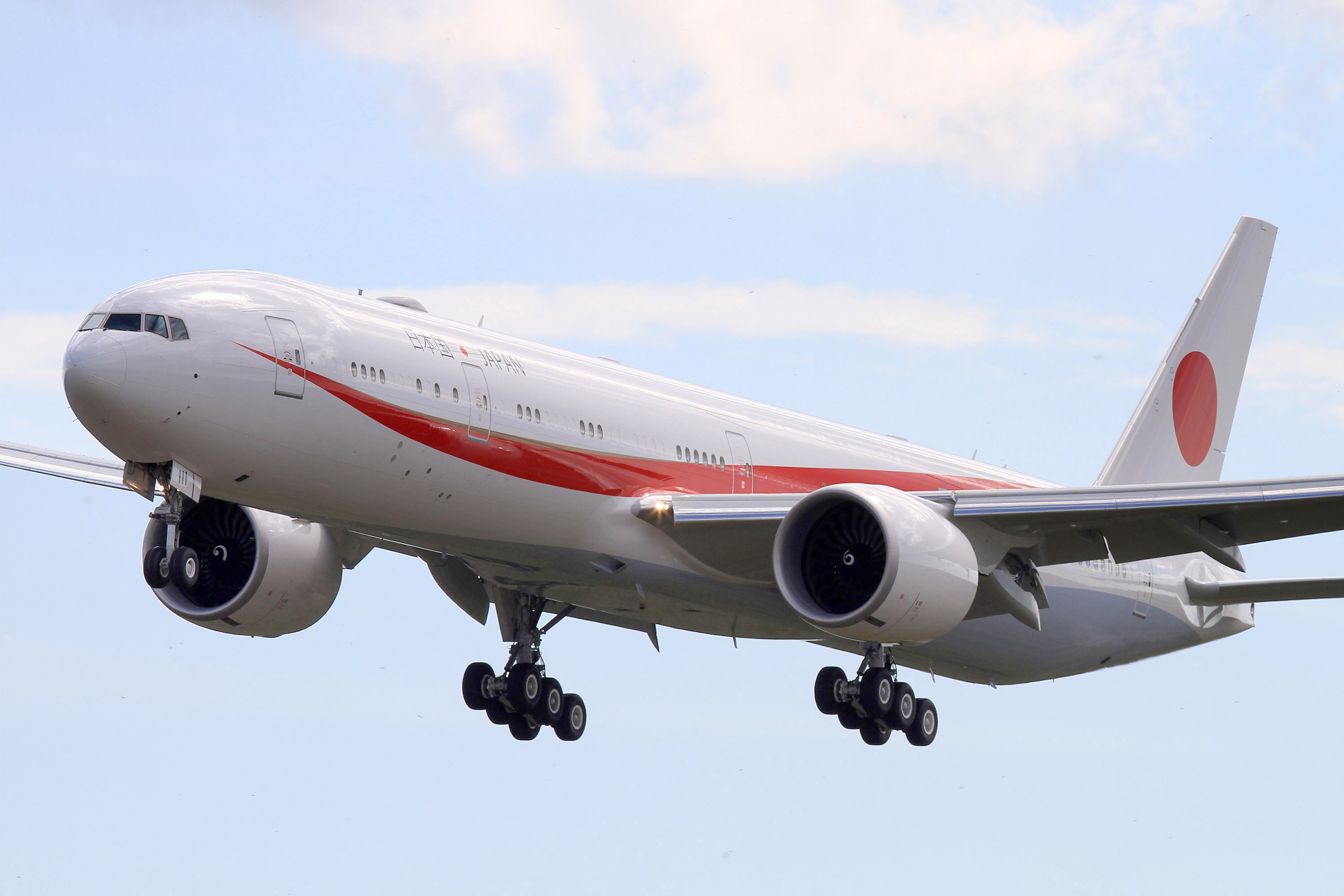
Japanese Air Force One (seconda generazione)

Japanese Air Force One e Japanese Air Force Two sono i codici identificativi dei due Boeing 747 che vengono utilizzati per le missioni diplomatiche dal governo giapponese. In particolare questi due velivoli sono stati progettati per ospitare l'imperatore del giappone, il primo ministro ed altri alti funzionari giapponesi.
Gli aerei che vengono chiamati dedicated Japanese government aircraft (aerei governativi) (日本国政府専用機?, Nippon-koku seifu sen'yōki) hanno codici identificativi Cygnus One e Cygnus Two quando non operano per conto del primo ministro o dell'imperatore.

## Storia

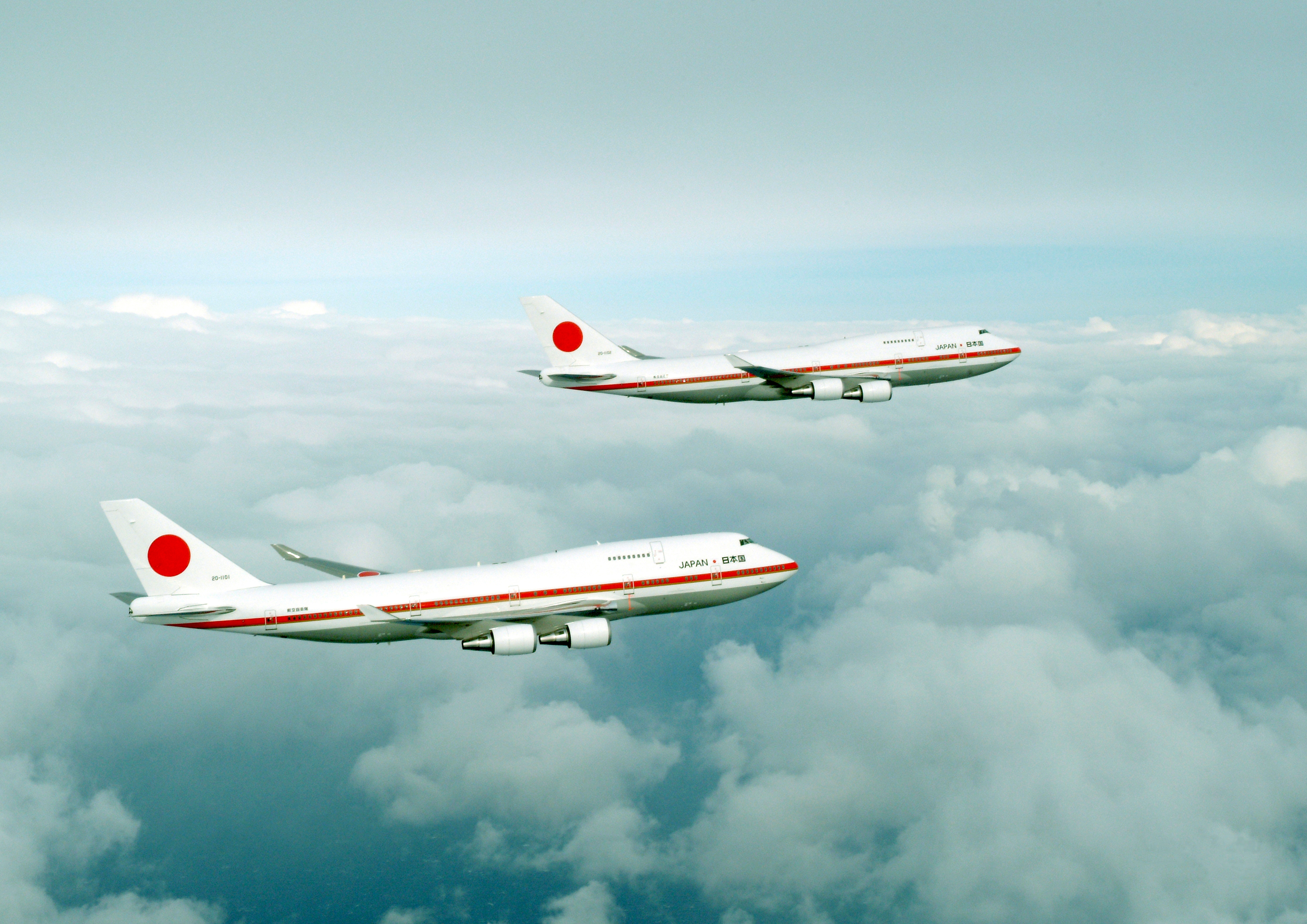
Japanese Air Force One in volo di formazione (prima generazione)

Nei primi anni del dopoguerra il governo giapponese utilizzava gli aerei di linea della compagnia di bandiera giapponese per trasportare le delegazioni diplomatiche. Solo successivamente il governo giapponese prese in considerazione la possibilità di acquistare propri aeromobili dedicati a questo tipo di compiti. In particolare in seguito alla privatizzazione della JAL nei primi anni ottanta, i vertici della compagnia di bandiera divennero sempre più riluttanti a mettere a disposizione del governo giapponese velivoli della compagnia aerea per missioni diplomatiche o per effettuare missioni di salvataggio di personale diplomatico giapponese in pericolo. Di conseguenza il governo giapponese acconsentì all'acquisto di due Boeing 747-400 nel 1987. La scelta di acquistare due prodotti di fabbricazione statunitense non fu infine solamente dettata dall'autonomia di questi aerei, ma fu anche una manovra politica, nel tentativo di facilitare i rapporti di scambio tra Stati Uniti e Giappone.
Il primo dei due aeroplani fu consegnato nel 1991 e Kiichi Miyazawa fu il primo ministro ad utilizzare il nuovo velivolo nel 1993 per una missione diplomatica oltre oceano. Successivamente pochi mesi più tardi anche l'imperatore utilizzò lo stesso aereo.

## Operazioni

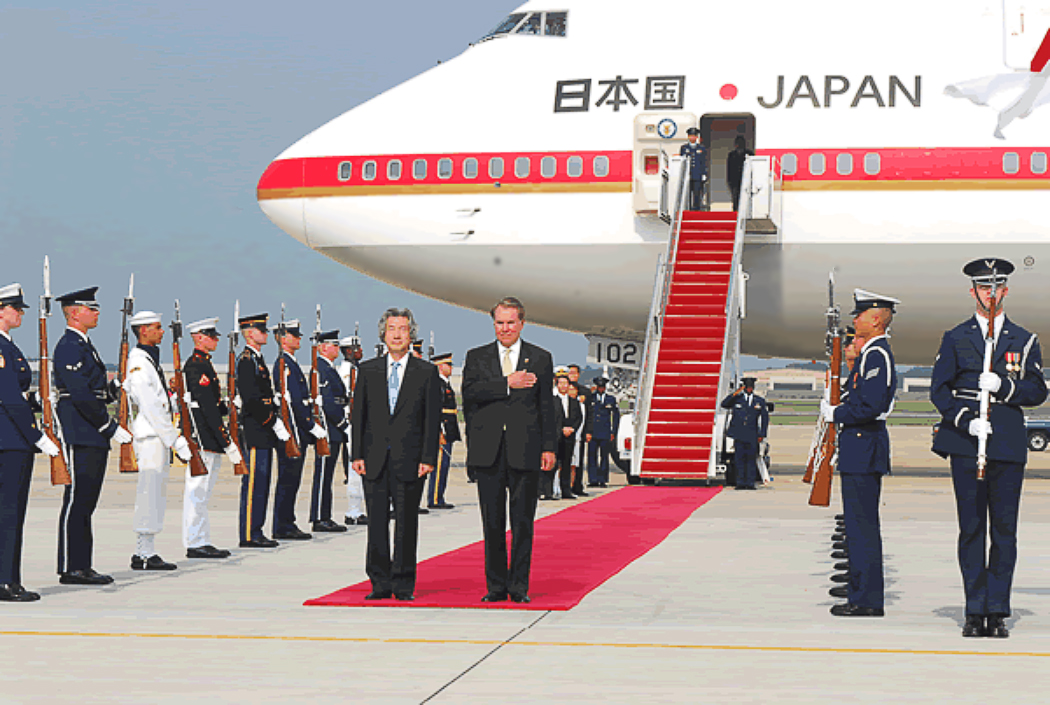
L'allora primo ministro Junichiro Koizumi al suo arrivo negli Stati Uniti nel 2006

Gli aeromobili hanno una livrea a strisce rosso oro su sfondo bianco. Entrambi i velivoli sono di proprietà del governo giapponese e vengono operati dall'aeronautica militare giapponese. Attualmente i 747 sono stazionati presso la Chitose Air Base sull'isola di Hokkaidō. La manutenzione viene effettuata presso il Tokio International Airport dalla compagnia di bandiera Japan Airlines in base ad un contratto stipulato dal governo giapponese con la stessa compagnia aerea.